# Варашев камень
Варашев (Варачев) камень — бывший пограничный знак в виде блока розового приладожского гранита в форме параллелепипеда. Находится у оконечности Варецкого (Варечного) мыса в 30 м от берега Ладожского озера в 3,5 км к юго-западу от поселка Погранкондуши в Питкярантском районе Республики Карелия. Объект культурного наследия Республики Карелия.

## Описание
Размер камня 5,7×3,9 м, высота 3,2 м. На верхней грани камня выбито изображение четырёхконечного креста в круге. Над ним старославянскими буквами сделана надпись: «Лета 7126 года» (1618 г.), под ним сделанная крестом надпись «ТМВШ», сохранилась буква «Т».

## История
В настоящее время считается образованием естественного происхождения. 27 февраля 1617 г. был заключен Столбовский мирный договор между Россией и Швецией, для маркировки границы был избран Варашев камень.
В межевой записи по Столбовскому договору указано, что «полномочные съехались меж Новогородскаго Уезда Олонецкаго погоста и Корельскаго Уезда Соломенского погоста, у Ладожского озера у Варачева камени, Варачина тож, и написано на рубеже у Ладожского озера у Вичева камени». С 1721 г., после изменения границы, перестал использоваться как погранзнак.
В 1785 г. камень был изучен и описан академиком Н. Я. Озерецковским. В «Журнале Министерства народного просвещения» за 1839 г. впервые было опубликовано изображение камня
В 1878 г. по приказу олонецкого губернатора Г. Г. Григорьева была проведена фотосъёмка камня для Московского археологического общества.